# کریستین مارکس
کریستین مارکس (انگلیسی: Christian Marques؛ زادهٔ ۱۵ ژانویهٔ ۲۰۰۳) بازیکن فوتبال اهل پرتغال است که در حال حاضر برای ایوردون-اسپورت در پست مدافع بازی می‌کند.
وی همچنین در تیم‌های ملی فوتبال زیر ۱۵ سال، زیر ۱۶ سال، زیر ۱۷ سال سوئیس و همچنین زیر ۱۹ سال پرتغال و زیر ۲۰ سال پرتغال بازی کرده است.

## دوران باشگاهی

### گراس‌هاپر و ولورهمپتون
پیش از نیم‌فصل دوم فصل ۲۰۱۸–۱۹، مارکس به آکادمی جوانان باشگاه انگلیسی ولورهمپتون واندررز که در لیگ برتر انگلستان حضور دارد پیوست. در سال ۲۰۲۱، او به صورت قرضی به بلننسش در پرتغال فرستاده شد. با این حال، به دلیل کمبود زمان بازی در باشگاه پرتغالی، مارکس به ولورهمپتون بازگردانده شد و تا پایان فصل در تیم زیر ۲۳ سال این باشگاه فرصت بازی بیشتری به‌دست آورد.

### فارست گرین راورز
در ۱ سپتامبر ۲۰۲۲، باشگاه ولورهمپتون مارکس را به صورت قرضی به فارست گرین راورز که به‌تازگی به لیگ یک صعود کرده بود، واگذار کرد تا فصل ۲۰۲۲–۲۳ را در این تیم سپری کند. در ۶ سپتامبر ۲۰۲۲، مارکس نخستین بازی خود در لیگ فوتبال انگلستان را انجام داد و در پیروزی ۲–۱ فارست گرین برابر آکرینگتون استنلی، ۹۰ دقیقه بازی کرد. او پس از ابتلا به «مصدومیت بلندمدت»، در ۱۲ دسامبر ۲۰۲۲ به باشگاه مادر خود بازگشت.

### ایوردون-اسپورت
در ۷ سپتامبر ۲۰۲۳، مارکس قراردادی دو ساله با باشگاه ایوردون-اسپورت امضا کرد.